# جولي هوارد
جولي هوارد (بالإنجليزية: Julie Howard)‏ (و. 1976 – م) هي سباحة، من كندا، ولدت في برانتفورد، أونتاريو، شاركت في ألعاب الأولمبياد الصيفية 1996، وألعاب أولمبية صيفية 1992.

## روابط خارجية
- جولي هوارد على موقع الاتحاد الدولي للسباحة (الإنجليزية)
- جولي هوارد على موقع أوليمبيديا (الإنجليزية)
- جولي هوارد على موقع اتحاد ألعاب الكومنولث (مؤرشف) (الإنجليزية)